# Eduard Roschnafsky
Eduard Roschnafsky (* 20. Juni 2003 in Schwelm) ist ein rumänisch-deutscher Basketballspieler.

## Werdegang
Der Sohn des ehemaligen Bundesligaspielers Bruno Roschnafsky spielte in der Jugend von U-BT Cluj Napoca (Rumänien), 2018 wechselte er in sein Geburtsland Deutschland und setzte seine Basketballausbildung von Science City Jena fort. Von 2019 bis 2021 spielte Roschnafsky im Jugendbereich der Niners Chemnitz und kam ebenfalls in der zweiten Herrenmannschaft der Sachsen. Bundesligist MHP Riesen Ludwigsburg stattete ihn im Sommer 2021 mit einem Dreijahresvertrag aus. Er stand im Ludwigsburger Bundesligaaufgebot, kam in der höchsten deutschen Spielklasse aber nicht zum Einsatz. Roschnafsky spielte beim Regionalligisten BSG Basket Ludwigsburg und für Ludwigsburgs Mannschaft in der Nachwuchs-Basketball-Bundesliga.
In der Sommerpause 2022 kehrte Roschnafsky zu U-BT Cluj Napoca zurück. Zu Einsätzen in der rumänischen Liga der Mannschaft kamen Spiele im Eurocup hinzu. 2023 und 2024 wurde er mit Cluj-Napoca rumänischer Meister.
Roschnafsky kehrte zur Saison 2024/25 nach Deutschland zurück, er wechselte zum Zweitligisten PS Karlsruhe. Nach nur einem Pflichtspieleinsatz verließ er Karlsruhe im Oktober 2024 wieder. Mitte Dezember 2024 schloss sich Roschnafsky Rapid Bukarest an. Zur Saison 2025/26 wechselte er innerhalb Rumäniens zu CSU Sibiu.

### Nationalmannschaft
2019 stand Roschnafsky im Aufgebot der deutschen U16-Nationalmannschaft.

### Erfolge
- Rumänischer Meister: 2023, 2024
- Rumänischer Pokalsieger: 2024
- Rumänischer Supercupsieger: 2022, 2023